# تاريخ إسبانيا العسكري
بدأ تاريخ إسبانيا العسكري منذ دخول القرطاجيين ثم الفينيقيين وحتى الحرب الأفغانية الحالية في فترة امتدت أكثر من 2200 سنة، ويحتوي على تاريخ المعارك التي اندلعت في أرض إسبانيا الحديثة وكذلك مستعمراتها السابقة والحالية وكذلك التاريخ العسكري للشعب الإسباني بغض النظر عن الجغرافيا.
ظهر تاريخ إسبانيا العسكري قديما بسبب موقعها على الطرف الغربي من البحر المتوسط، فأصبح قاعدة لشن الهجمات بين الرومان وقرطاجنة. ومع سقوط الإمبراطورية الرومانية تعرضت اسبانيا لغزوات بربرية مدمرة. ولم يظهر الإستقرار إلا بالتدريج في السنوات التالية في حكم القوط الغربيين. شكلت العصور الوسطى المبكرة لإسبانيا خطوط مواجهة وحروب بين المسيحيين والقوة الإسلامية الصاعدة في البحر المتوسط؛ فبدأت بفتح الأندلس ثم حروب الاسترداد التي استغرقت قرون حتى خروج المسلمين منها. وتمثل القرنين 16 و17 أوج القوة الأسبانية، أو ما يسمى العصر الذهبي الإسباني. بحيث أضحت إسبانيا إمبراطورية واسعة باستعمارها على دول مركزية في الأمريكتين وكذلك استعمار الفلبين. وتمكنت من إنشاء فرق الأثلاث الاسبانية [الإنجليزية] التي تسيدت على ساحات القتال الأوروبية، فنالت سمعة بأنها لاتقهر واستمرت تلك السمعة حتى منتصف القرن 17. وهيمنت على أوروبا بدعم من ذهب وفضة المستعمرات، إلى نهاية حرب الثلاثين عاما حيث بدأت قوتها وهيمنتها تضعف. وإن ظلت بحريتها قوة عسكرية لايستهان بها في القرن 18 حيث نافستها في الساحة العالمية بريطانيا وفرنسا.
غيرت الحروب النابليونية من تاريخ إسبانيا العسكري بعد احتلالهم الدولة. حيث طور مقاتلو حرب الاستقلال الإسبانية من مفاهيم حرب العصابات ضد القوات الغازية. وقد سبب سقوط الدولة الإسبانية إلى اندلاع حروب الاستقلال الإسبانية الأمريكية في مستعمراتها الأمريكية، مما قلص من حجم إمبراطوريتها، وهذا أدى إلى سلسلة من الحروب الأهلية في إسبانيا نفسها، والتي خاضها العديد من قدامى المحاربين المحبطين من الحملات الفرنسية والاستعمارية. ثم جرت محاولات لتأكيد قوتها الإمبريالية بمنتصف القرن 19، ولكن فشلها بتطوير الفرقاطة البخارية [الإنجليزية] أدى إلى انهيار ماتبقى من امبراطوريتها في الأمريكتين وآسيا سنة 1898 على يد القوة العالمية الصاعدة الولايات الأمريكية المتحدة. أما في إسبانيا فقد قادت التوترات السياسية إلى الحروب الكارلية دون رادع، وظهرت مرة أخرى في الحرب الأهلية الإسبانية 1936-1939. حيث كانت تلك مجرد لمحة من تكتيكات الحرب العالمية الثانية، واستخدمت عدة دول هذا النزاع باعتباره اختبارا لتكتيكات جديدة في الحرب الجوية والمدرعة. وبالنهاية ابتعدت إسبانيا في فترة ما بعد الحرب عن آخر ماتبقى من الصراعات الاستعمارية في أفريقيا، وازداد حداثة دورها العسكري المتنامي في إطار حلف الناتو.

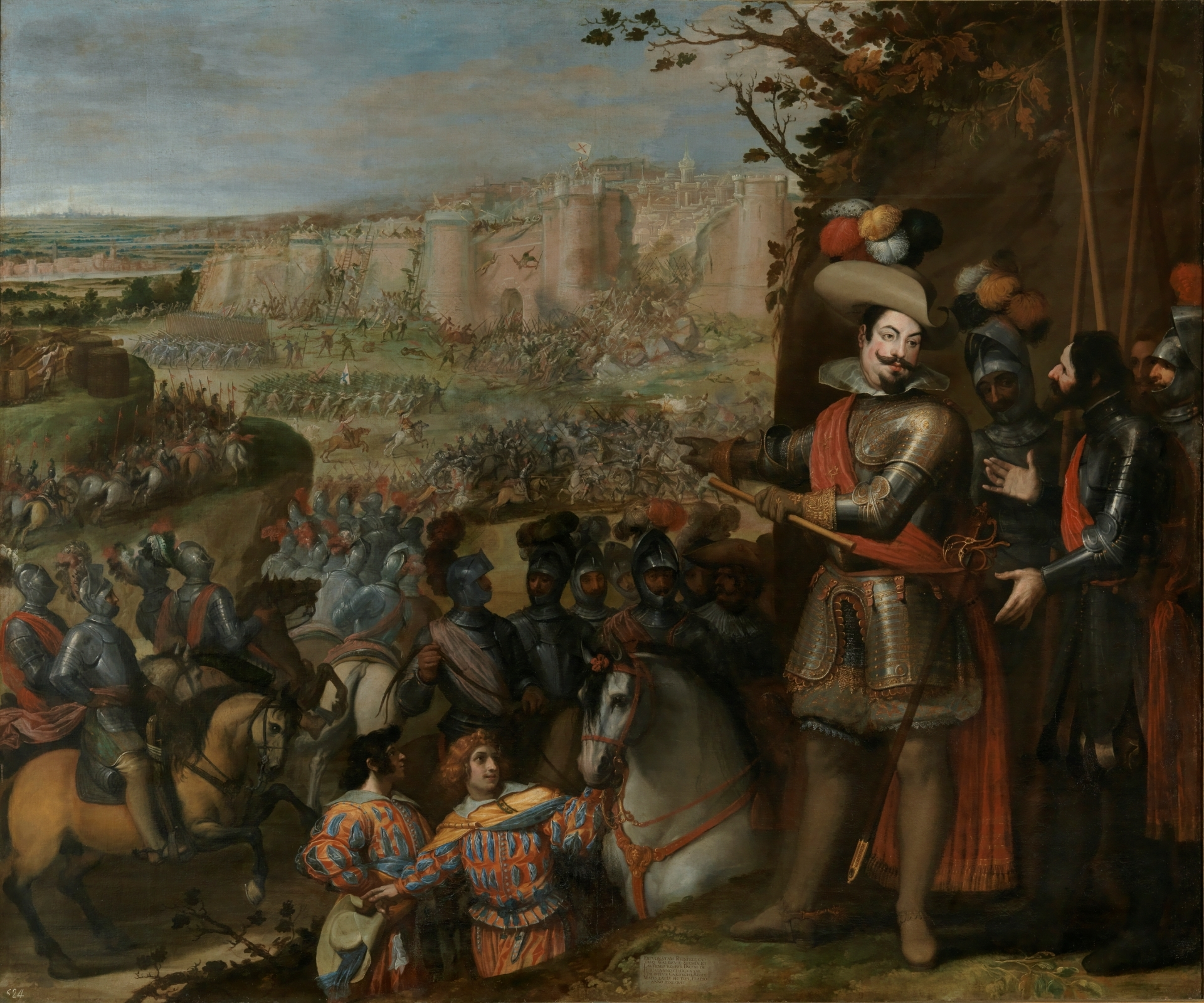
سقوط رينفلدين (1633). كانت إسبانيا القوة المهيمنة عالميا في القرن 16 و17 وعدت أضخم إمبراطورية حتى بداية القرن 19

## الحقبة الكلاسيكية القديمة: صعود روما
كانت اسبانيا في الفترة الكلاسيكية عبارة عن مزيج من قبائل الكلت والأيبيريين والإغريق وموانئ تجارية فينيقية، وأكبر دولة فيها هي مملكة تارتيسوس. وعند اندلاع الحرب بين قرطاج وهي مستوطنة فينيقية في شمال أفريقيا والإغريق، بدأ القرطاجيون بتوسيع نفوذهم في أيبيريا وأنشئوا مدينة قرطاج الجديد (كارتاخينا) أملا بإنشاء إمبراطورية تجارية. وفي أعقاب الحرب البونيقية الأولى مع روما، بالتحديد سنة 237 ق م بدأ حملقار برقا القائد القرطاجي الشهير في غزو توردتانوس (الدولة التي خلفت تارتيسوس) وقادس لتوفير نقطة انطلاق للمزيد من الهجمات على روما. وعهد حملقار قيادة الجيوش والحكم العسكري في المنطقة لإبنه صدربعل بينما يقود ابنه الآخر هانيبال قواته عبر هيسبانيا مع الفيلة إلى روما في الحرب البونيقية الثانية. خلال تلك الحرب أعلنت روما ان هسبانيا هي مقاطعة رومانية في 218 ق م، فبدأت حملة لقرن كامل لإخضاع شعوب أيبيريا إلى الحكم الروماني.

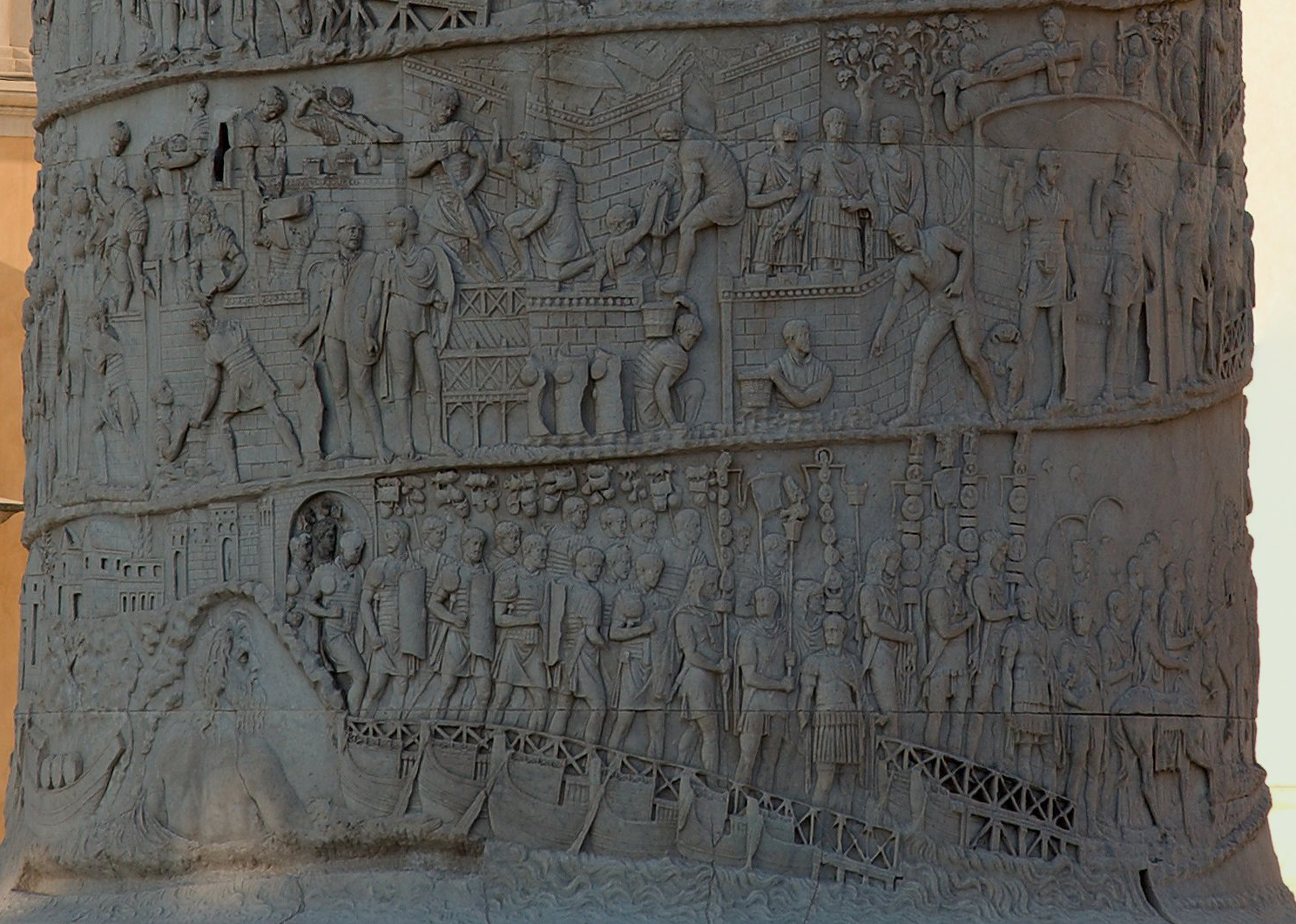
نحت على عمود تراجان يصور النجاحات العسكرية للإمبراطور الهسباني المولد.

بعد طرد القرطاجيين من هيسبانيا في الحروب البونية الثانية والثالثة حاولت روما إخضاع القبائل المحلية. فاحتلت القوات الرومانية في حروب سلتيبيريا في القرن 2 ق م أفضل جزء من المقاطعة الشمالية الشرقية من هيسبانيا الدنيا. وفي هيسبانيا العليا حاولت نفس الشيء في حروب لوسيتان. إلا أن المقاومة الشرسة التي أبداها لوسيتانيون بقيادة فيرياتوس [الإنجليزية] أصبحت أسطورية في جميع أنحاء الإمبراطورية. في السنوات الأخيرة المضطربة للجمهورية تمكن كوينتس سرتوريوس من الإستحواذ على معظم أيبيريا استقل بها عن أنصار سولا. وقد أمن لنفسه ولاء الجيش والشعب عندما حسن أوضاع الناس وإصلاحاته العسكرية - وكان من أنصار ماريوس - إلى أن اغتيل. ثم بدأت الحقبة الإسبانية [الإنجليزية] وهو نظام تأريخي ساد في ايبيريا منذ سنة 38 ق م واستمر حتى نهاية العصور الوسطى. وآخر منطقة أخضعت في هيسبانيا هي في الشمال الغربي، وتم احتلالها في حرب كانتبريان التي انتهت في 19 ق م.
ساهمت هسبانيا مثل بقية أجزاء الإمبراطورية الرومانية في مكونات الجيش الروماني، فزودت الفيالق العسكرية وقوات الإحتياط من الجنود وخصوصا اجنحة سلاح الفرسان. كما ساهمت بدقة في تشكيل الشؤون العسكرية الرومانية. فسيف المشاة الروماني الشهير غلاديوس كان أصله من هسبانيا مع بعض التعديلات، واستمر هذا السيف السلاح الروماني المعتمد لعدة قرون. كما قدمت هيسبانيا العديد من أباطرة روما العسكريين ومنهم تراجان وهادريان وماركوس أوريليوس.

## سقوط روما وغزو البرابرة
تعرضت الإمبراطورية الرومانية بدءا من القرن الثالث إلى السادس إلى العديد من غزوات البرابرة ومعظمهم من الجرمان الذين هاجروا وعبروا حدودها ثم بدأوا بالقتال والإستقرار في أراضي الإمبراطورية. وبينما الوندال وألانس كانوا يقاتلون بعضهم البعض من أجل الإستحواذ على جنوب بلاد الغال عبر السويبيون جبال البرانس مرورا بغاسكونية ثم دخلوا غالايسيا في 409. وسرعان ماتبعهم الوندال والألانس ورائهم. فاستقر الألانس في لوستانيا (البرتغال حاليا) وهسبانيا والسيلنغ الوندال في باتيكا (منطقة الأندلس) بينما تنازع الهاسدنغ الوندال مع السويبيون على غالايسيا. ثم عبر القوط الغربيين جبال البرانس لتوسيع مملكتهم في 416، فطردوا الوندال والألانس إلى الجنوب بعد أن قتلوا أتاسيس ملك ألان في 426 وإجبروا القبيلتين على الاندماج والتراجع عبر مضيق جبل طارق إلى أفريقيا. واستمرت إسبانيا مايقرب من 30 عاما موقعا للصراعات القبلية الشرسة.

مملكة القوط في أوجها.

كان السويبيون هم أول من استوطن إسبانيا من البرابرة حيث أبرم ملكهم هرميريكوس وهو حليف لروما معاهدة سلام مع السكان المحليين من هسبانو-رومان سنة 438. ثم تنازل عن الحكم لإبنه ريشيلا بعد أن تعب من القتال. وبما ان مملكة القوط الغربيين قد توسعت في أيبيريا فطردوا الوندال والألانس، ووسعت السويبيون مملكتهم جنوبا حتى ماردة. ولكن حصل الاصطدام في سنة 456 حيث تم قتل ريتشير ملك السويبيون الكاثوليكي في معركة مع الملك القوطي الغربي تيودوريكو الثاني فتراجعت مملكة السويبيون تحت ضغط القوط. وقد عانت من صراع داخلي مما أدى بها للإستسلام إلى القوط الغربيين في 585. وإن استمرت بعض المقاومة للسويبيون ولكن سرعان مانتهى الأمر.
وحد القوط الغربيين مملكة التي تغطي معظم أيبيريا والغال لقرنين من الزمان، وقد كانت حروبهم ليس فقط بين بعض البعض بسبب سلسلة من أزمات الخلافة -التي تعقب كل انتخاب ملك جديد بعد وفاة السابق- ولكن أيضا ضد الإمبراطورية البيزنطية التي حاولت استعادة الأراضي المفقودة في الجنوب، حاول السويبيون الآريوسيون الحفاظ على سيطرتهم على غالايسيا، والفرنجة يدفعونهم جنوبا بعيدا عن الغال. وكان هيكل الجيش القوطي الغربي شديد اللامركزية: فالأقطاب إقليمية كبيرة مثل دوكس (الدوقات) يبقون على جيوشهم الخاصة كما هو الحال في جميع الممالك الجرمانية الكبرى في أوروبا في ذلك الوقت. نادرا ماتعاونت تلك الجيوش مع الحملات العسكرية. وفي سنة 507 تمكن كلوفيس الأول ملك الفرنجة من انتزاع أقطانيا من القوط الغربيين في معركة فوليه. ففقد القوط الغربيين كل أراضيهم شمال البرانس باستثناء مقاطعة غاليا ناربوننسيس [الإنجليزية]. وكان النصف الأول من القرن 6 سيئ جدا للقوط الغربيين. فشلوا في بالحفاظ على ممتلكاتهم في الغال، وفشلوا في طرد السويبيون وفشلوا في صد الإمبراطورية البيزنطية عندما سعت إلى استعادة أقاليمها الايبيرية من المحاولة الأولى مستفيدين من تمرد محلي. وفي سنة 554 بدأ آخر ملوك الأريوسيون ليوفجيلد [الإنجليزية] باسترجاع غرناطة وباتيكا من البيزنطيين. ثم ضم مملكة السويبيون في 585 وبدأ حرب لاسترداد ما تبقى من أراضي البيزنطية، فاكتمل الإسترداد في عهد الملك سوينتلا في 624. فلم يواجه القوط الغربيين أي تهديد خارجي جدي منذ ذلك الحين حتى الفتح الإسلامي للأندلس المفاجئ سنة 711.

## الفتح الإسلامي وحروب الاستعادة
كانت اسبانيا لما يقرب من سبعمئة سنة ساحة معارك لقوات متضادة متمثلة في القوى الإسلامية والقوى المسيحية الغربية وتدفعهما القناعة الدينية التي ألهمت تلك الحروب. كانت بداية الفتح الإسلامي لإيبيريا مفاجئا وغير متوقع. فتوحدت قبائل المغرب تحت قيادة موسى بن نصير الذي بعث به الخليفة الأموي فأرسل طارق بن زياد ليعبر مضيق جبل طارق في 711 حيث تمكن من تحقيق نصر سريع في معركة وادي لكة وهزم وقتل الملك القوطي لذريق. وفي حملة استمرت ثماني سنوات تعرضت كل ايبيريا للسلطة الأموية، باستثناء سلسلة جبال أستورياس في أقصى الشمال الغربي وبعض جيوب مقاومة في نافارا. وتوقف الهجوم الإسلامي في النهاية بسبب الخسائر التي لحقت به في الفرنجة وفي أستورياس، حيث أظهرت معارك مثل بلاط الشهداء ومعركة كوفادونجا بعض نقاط الضعف المحتملة لطرق المسلمين في الحرب.

الأندلس في أقصى امتداد لها سنة 720

تراجع المد الإسلامي ببطء شديد عبر القرون السبع فيما أطلق عليه المسيحيين الإسبان بالاسترداد. وشاركت ثلاث قوى رئيسية في الإسترداد: معاقل القوط الغربيين في أستورياس ومعاقل نافار وجبال البرانس وفرنجة أقطانيا. بدأت حروب الاسترداد في عهد ألفونسو الأول (739-757). حيث قاد هجوما على وادي دويرو وتركها خالية من السكان، حتى سميت «صحراء دويرو». في القرن التالي لم يكن هناك أي توغل إسلامي خطير في الأراضي المسيحية في الشمال. وفي أواخر القرن 8 وبداية القرن 9 حاول الفرنجة وحكامهم الكارولنجيون بمحاولة استعادة سواحل بحر الأبيض المتوسط. وفي سنة 797 تمكن لويس الورع ابن شارلمان من الإستيلاء على برشلونة وأنشئ فيها حصنا قويا لصد الغزوات المستقبلية. ثم مدد الباسك مملكتهم حتى ناجرة وبدأوا في إعادة توزيع السكان على المناطق المهجرة، حيث مدوا جنوبا حدودهم المسيحية.
ثم ظهرت الدولة الأموية في الأندلس في القرن العاشر فأوقفت حروب الإسترداد، وبحلول القرن 11 توحد مسيحيو إيبيريا تحت حكم سانشو الكبير ملك نافارا في حين كانت الخلافة مقسمة وعصفت بها الحروب الأهلية وظهرت فترة ملوك الطوائف. وشهد القرن 11 تطوير مفهوم الحرب المسيحية المقدسة، وهو شن حروب دينية ضد الإسلام بهدف إعادة السيطرة على الأراضي فقدتها منذ فترة طويلة (الحملة الصليبية). فقد أخذت تلك الحملات الصليبية أسماء أخرى في اسبانيا، حيث انضم الفرنجة والنورمان وحتى القوات البابوية إلى الممالك المسيحية في إسبانيا بأعداد متزايدة في حربهم ضد المسلمين. وتوقف ذلك كله بدخول المرابطون الأندلس الذين مدوا نفوذهم من المغرب إلى الأندلس بجيوش منضبطة. في حين توقف الاسترداد في الغرب بعد معركة الزلاقة. ثم كانت الغلبة للموحدين في معركة الأرك نهاية القرن 12. فأتى ألفونسو الأول ملك أراغون في الشرق لاستعادة السيطرة على وادي نهر أبرة. وفي 1212 انتصر الملوك الإسبان نصرا حاسما على الموحدين في معركة العقاب، فتمكنوا من أخذ بعد وقت قصير من المعركة، أخذت قشتالة بياسة ثم أبدة والمدن المحصنة الرئيسية بالقرب من المعركة وكانت بوابات لغزو غرناطة. بعد ذلك تمكن فرناندو الثالث ملك قشتالة من احتلال قرطبة سنة 1236 وخاين بعد حصارها في 1246 ثم إشبيلية في 1248. ثم أخذ أرقش فشذونة وشريش وقادس، وبذلك لم يتبق سوى مملكة غرناطة في أقصى الجنوب.

## اتحاد قشتالة وأراغون

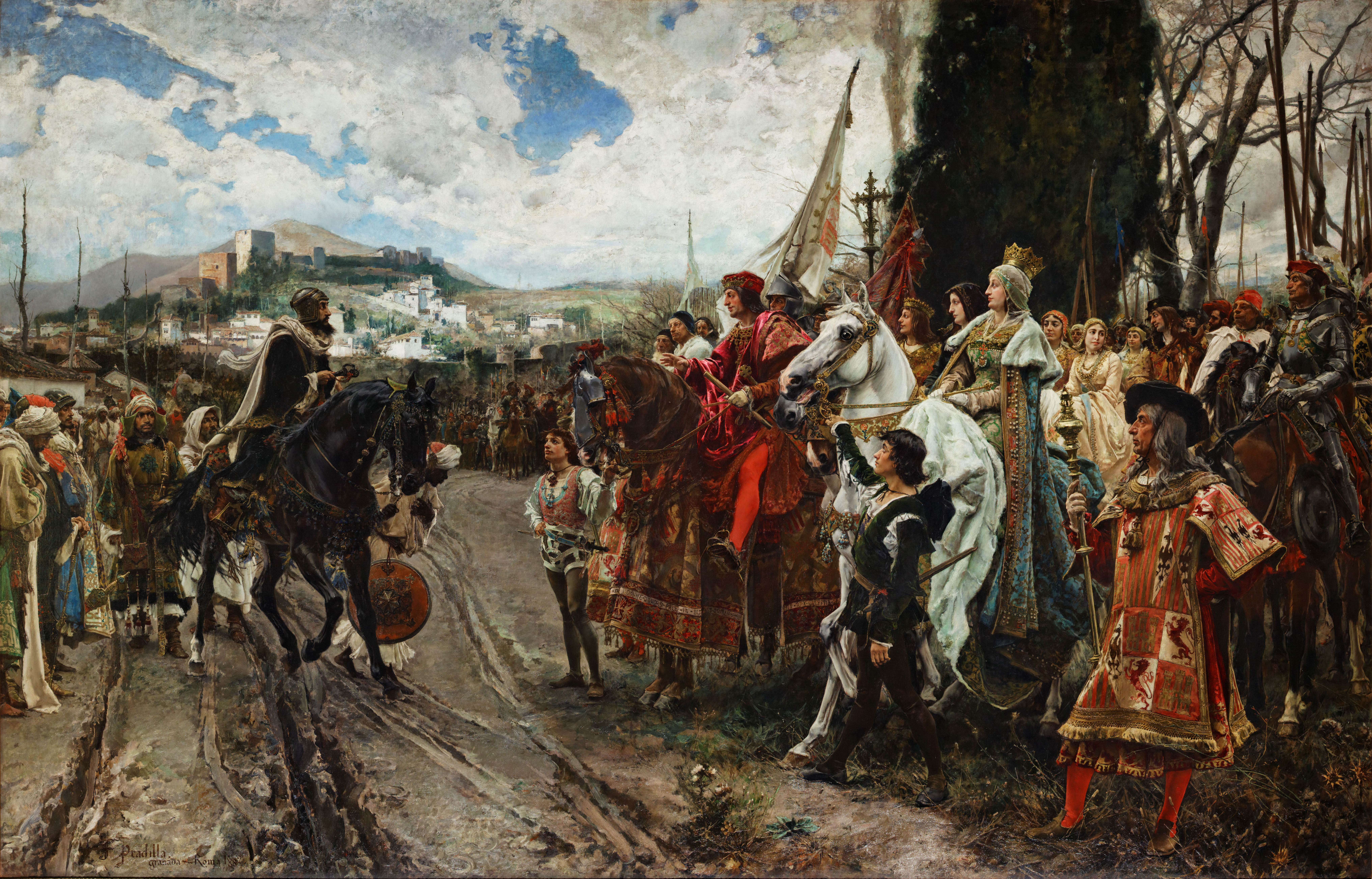
استسلام غرناطة (1882) بريشة فرانثيسكو براديا، تظهر نهاية حروب الإسترداد بعد سقوط غرناطة بيد تاجي قشتالة وأراغون المتحدين.

قسمت إسبانيا أواخر القرون الوسطى إلى ثلاث ممالك مسيحية: نافارا وقشتالة وأراغون إلى جانب إمارة غرناطة الإسلامية. أدت الحروب الأهلية والصراعات في أواخر القرن 14 وأوائل القرن 15 إلى توحيد الممالك المسيحية. بالإضافة إلى التقدم في العلوم البحرية، وهذا مهد الطريق لصعود إسبانيا باعتبارها قوة أوروبية مهيمنة.
دخلت قشتالة المملكة المتوسطة الحجم وذات تقاليد بحرية قوية في حرب أهلية بعد وفاة ألفونسو الحادي عشر سنة 1349; والصراع الذي كان بين ملكي قشتالة بيدرو وهنري الثاني قد ارتبط مع سياسات أكبر لحرب المائة عام. ففرنسا دعمت هنري وسلالته، أما إنجلترا فقد استغلت الفرص لزعزعة النظام. وقد حاول خوان الأول ملك قشتالة ابن هنري أن يوحد مملكتي قشتالة والبرتغال، فأدى إلى انتفاضة البرتغاليين وتدخل جون غونت الإنجليزي، مدعيا العرش القشتالي بسبب زواجه من ابنة بيدرو. ولم تمر سنة 1387 حتى انتهت الحرب الأهلية، حيث قبل جون غونت بتسوية نقدية. أما أراغون فكانت المملكة الأصغر ولكن لها مطالبات كثيرة لأراضي في جميع أنحاء البحر المتوسط، كما شهدت نزاعات داخلية على الوراثة. فقد قاد بيتر الرابع حملة شرسة 1346-1349 ضد النبلاء الرافضين إعطاء ابنته الحق بوراثته.
استمر تهديد الاستقرار الداخلي إلى أن تزوجت الملكة إيزابيلا الأولى القشتالية بالملك فرناندو الثاني الأراغوني في 1469. وإن تعرضا لتحدي من خوانا لا بلترانيخا التي طالبت بعرش قشتالة، ولكن سرعان ماتم احتواء تلك الأزمة. وبسبب ذلك أرادت إيزابيلا أن تقيم لنفسها نظام ميليشيا هرمانداد، وهو مايعطيها حماية وتوازن ملكي عند أي تحد مستقبلي من النبلاء. ثم توجها الملكين الكاثوليكيين نحو إمارة غرناطة للإستيلاء عليها وهي آخر إمارة إسلامية في إيبيريا، فسقطت سنة 1492 بعد حرب استمرت عشر سنوات. وفي نفس السنة صدر مرسوم الحمراء الذي طرد كل اليهود من قشتالة وأراغون. تمتعت أسبانيا بوحدة المملكتين بالاستقرار الداخلي النسبي. وتقاليد بحرية قوية في كل من الأطلسي والمتوسط، فازداد شأنها في العقود التالية.

## غزو الأمريكتين وبداية الإمبراطورية

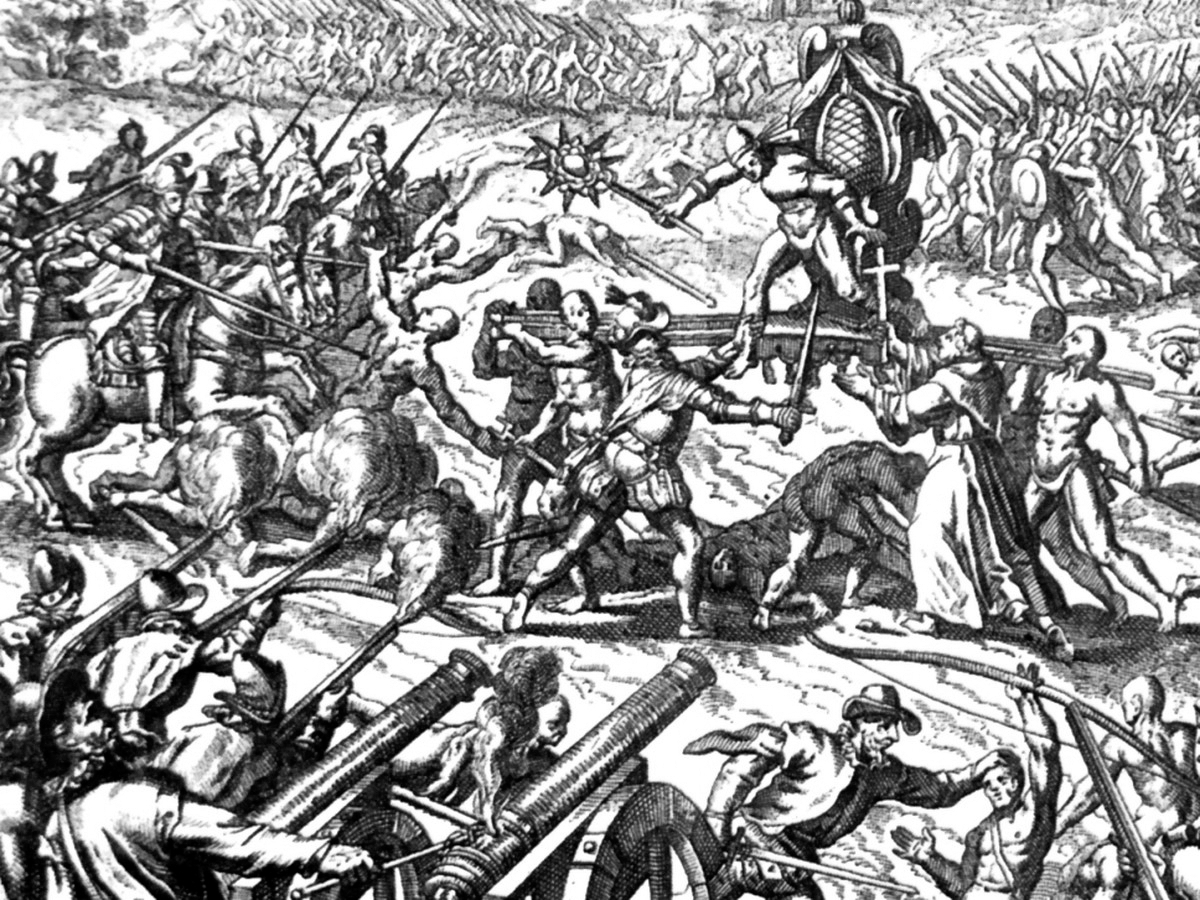
هزيمة الأنكا أمام القوات الإسبانية في معركة كاخاماركا، 16 نوفمبر 1532.

بعد اكتشاف كريستوفر كولومبوس للعالم الجديد والذي تم برعاية إسبانيا، بدأت إسبانيا بسرعة في احتلال أجزاء كبيرة من العالم الجديد، فاستولوا على جزر البهاما حيث قضوا على اللغة الأراواكية لغة السكان المحليين. ثم أتت جهود فرناندو ماجلان فوصل إلى جزيرة ليماساوا في أرخبيل الفلبين في 1521، وأدى إلى إنشاء مستعمرة الفلبين على يد ميغيل لوبيز دي ليجازبى والتي أصبحت قاعدة عسكرية أسبانية الأساسية في المحيط الهادئ. أما في المتوسط فتسببت ضراوة الحروب البحرية للقراصنة العثمانيين والبربر في تشجيع حملات إسبانية دفاعية وأحيانا عقابية مما أدى إلى استيلاء على عدة مدن ومواقع مختلفة في شمال أفريقيا ومنها مليلية 1497 والمرسى الكبير في عام 1505 ووهران في 1509 والجزائر في 1510 وطرابلس عام 1511 وبلاثاس دي سوبيرانيا الصغيرة.
أما أكثر المواقف إثارة للقوة العسكرية الأسبانية كانت في هزيمة أقوى ممالك الإنديز من الأزتيك والإنكا. ففي 1519-1521 قام تحالف من الجنود الأسبان ومحاربي التلاكسكالا بقيادة إرنان كورتيس وكسيكوتنكاتل الأصغر فهزموا إمبراطورية الأزتيك. ثم قام فرانثيسكو بيثارو مع إخوته غونثالو وإرناندو وبمساعدة الأهالي بغزو واحتلال امبراطورية الإنكا من قاعدتهم في بنما سنة 1532. وكانت أعداد المهاجمين من الجنود الأسبان في كلا الحربين قليلة جدا - وهم الغزاة كونكيستدور - ومعظمهم من قدامى المحاربين الإسبان ممن شارك في حملات أوروبية أو شمال أفريقيا، ويدعمهم حلفاء من الأهالي المحليين وهزموا إمبراطوريات راسخة. استفاد كونكيستدور ذو الكفاءة عالية من حصولهم على سلاح الفرسان والسيوف الصلبة والفؤوس والحراب والرماح والمطارد والأقواس والنشاب والخوذات والدروع، بالإضافة إلى المدافع الصغيرة، ولا يوجد أي منها لدى القوات المحلية. واستفاد الإسبان أيضا من حصانتهم لكثير من الأمراض الأوروبية المشتركة التي نقلوها معهم إلى الأرض الجديدة فتسببت بهلاك الكثير من الأهالي المحليين.
وقد تعرضت إسبانيا لواحدة من أسوأ الهزائم العسكرية في الحرب (وتعرف باسم حرب تشيتشيميكا). فقد هزمهم حلفاء محليين للتشيتشيميكا الكبيرة شمال إمبراطورية الأزتك. وكانت هذه الحرب واضحة للغاية بالنظر إلى أن الأهالي صنعوا سهاما من القوة بحيث تخترق الدروع. فاضطر الإسبان إلى أن يدفعوا للأهالي طلبا للسلام.
ومع هذا فقد كان أداء الإسبان أضعف أمام مجتمعات أقل مركزية في جنوب تشيلي، لاسيما عندما بدأ الأهالي بالتكيف مع الأسلحة الجديدة واعتماد تقنيات عسكرية مماثلة. ومع أن بيدرو دي فالديفيا قد نجح في غزو شيلي في 1540 إلا أن أول تمرد كبير من حروب أراوكو بدأ في 1553 مستهلا صراع استمر حتى القرن 19. وتعمل تلك القوات الإسبانية بعيدا جدا عن مراكزها الأوروبية أو حتى عن حكومات منطقة الكاريبي، وكان كثيرا ماتكون أعدادهم قليلة. وقد وجد فالديفيا صعوبة كبيرة حتى تمكن من تجنيد 150 جنديا اسبانيا استخدمهم لغزو شيلي، وأدت انتكاسات حروب أراوكو المتكررة إلى خسائر تستغرق تغطيتها عادة إلى عدة سنوات. ومع تقدم الوقت بدأت المزايا الأسبانية بالتركيز المتزايد للحصول على أسلحة نارية حديثة، وخصوصا بندقية مسكيت، واستيدالها بالتقنيات التي انتصروا بها بالسابق.

## القرنين 16 و17 العصر الذهبي لإسبانيا

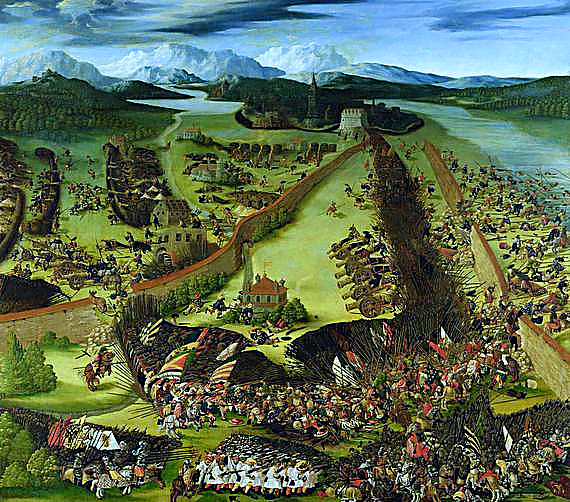
معركة بافيا 1525. القوات الإسبانية تمسك بملك فرنسا فرانسوا الأول

نمت القوة العسكرية في عهد هابسبورغ الإسبان نموا مطردا خلال القرن 16. فأدت الحروب الإيطالية (1494-1559) إلى انتصار كاسح للهابسبورغ وهيمنوا على شمال إيطاليا بطردهم الفرنسيين. وخلال تلك الحرب تمكن الإسبان من إعادة تنظيم الجيش وتغيير التكتيكات، وطوروا من قوات الرمح والمطارد إلى تشكيل الرمح والنار من رماة قربينة وحاملو الرماح وسموا باسم "colunella". ثم طورت تلك التشكيلات إلى فرق مشاة الأثلاث الاسبانية [الإنجليزية] واستحدث هذا التشكيل وتكتيكات المعركة بسبب عدم مرونة سلاح الفرسان الإسبانية لمواجهة سلاح الفرسان الفرنسي الثقيل. جاء هابسبورغ الإسبان لفرض ارتباط للأراضي الحليفة والمحايدة من نابولي مرورا بميلان ثم شمالا إلى هولندا، حيث شق طريقا للتعزيزات العسكرية سميت بالطريق الإسباني [الإنجليزية]. وبدعم من الموارد المالية المستمدة من الأمريكتين، تستطيع إسبانيا أن تقود حملات طويلة ضد أعدائها، مثل الثورة الهولندية التي استمرت فترة طويلة (1568-1609)، والدفاع عن أوروبا المسيحية من الغزوات العثمانية، ودعم الكاثوليك في الحروب الأهلية الفرنسية وقتال إنجلترا خلال حرب إنجلترا وإسبانيا (1585-1604). ازداد عدد الجيش الإسباني من حوالي 20,000 في 1470 إلى حوالي 300,000 بحلول 1630 خلال حرب الثلاثين عاما التي مزقت أوروبا إلى أجزاء، فتطلب تجنيد العسكر من مختلف أنحاء أوروبا. ومع تلك الأعداد الضخمة وجدت اسبانيا صعوبة في تمويل المجهود الحربي على عدة الجبهات. مما إلى عدة حركات تمرد بسبب عدم دفع رواتب الجيوش وأحداث مثل اجتياح أنتويرب [الإنجليزية] (1576)، عندما نهبت وحدات الأثلاث الأسبانية المدينة الهولندية بعدما توقف دفع رواتبهم. وإلى الشرق، ساهم آل هابسبورغ الإسبان بالقتال مع حلفائهم المسيحيين ضد الدولة العثمانية، فشاركوا في حروب وحملات عديدة في البحر المتوسط وحولها في تلك الفترة. توجت المنافسة البحرية بنصر التحالف المسيحي في معركة ليبانتو سنة 1571 آخر معركة بحرية شاركت فيها سفن قادس في البحر الأبيض المتوسط لكلا الجانبين. ثم طورت إسبانيا في منتصف القرن سفينة غاليون لإستخدامها في الحروب البحرية، وفي الأساطيل لربط مستعمراتها في الفلبين والأمريكتين وأوروبا. وكان غاليون مانيلا [الإنجليزية] يبحر مرة واحدة أو مرتين في السنة عبر المحيط الهادئ، في حين تربط أساطيل المال الإسبانية [الإنجليزية] المكسيك بأوروبا.

شهدت معركة ليبانت (1571) بداية انحسار هيمنة البحرية العثمانية في المتوسط

واجهت إسبانيا سلطنة بروناي في حرب إسمها حرب قشتالة. وأيضا تعرضت لهزيمة عندما حاولت غزو كمبوديا في الحرب الإسبانية الكمبودية. وقاوم شعب المورو الغزو الإسباني لعدة قرون في النزاع الإسباني-المورو [الإنجليزية].
رسمت حرب الثلاثين عاما (1618-1648) ملامح إسبانيا وأيضا معظم الدول الأوروبية الأخرى. فقد دخلت إسبانيا النزاع بوضع قوي، ولكن إستمرار القتال أكل تلك المزايا. فخسرت أولا هولندا ثم أتت ابتكارات السويد العسكرية التي أضعفت من فرق الأثلاث، فأضحت أقل مرونة وقوة نيران مع قريناتها الأكثر حداثة. ومهما يكن فقد استمرت الجيوش الأسبانية في انتصاراتها في المعارك الرئيسية والحصارات طوال تلك الفترة وعبر مساحة واسعة من أوروبا. وفي سنة 1635 دخلت فرنسا الحرب ضدها مما زاد من الأعباء على إسبانيا، ومع انتصار فرنسا في معركة روكروا في 1643 اعطى دفعة قوية للفرنسيين، إلا أنها لم تحسم الحرب الفرنسية الإسبانية المستمرة منذ فترة طويلة إلا بعد توقيع صلح وستفاليا في 1648، والتي وضعت حدا لمعظم الحروب التي ارهقت إسبانيا. وحتى السياسة بدأت تعاكس إسبانيا. فبينما كانت تحارب فرنسا خرجت البرتغال - التي كانت تحت اتحاد شخصي مع اسبانيا مدة 60 عاما - تنادي بجواو الرابع من براجانزا ملكا عليها في 1640.

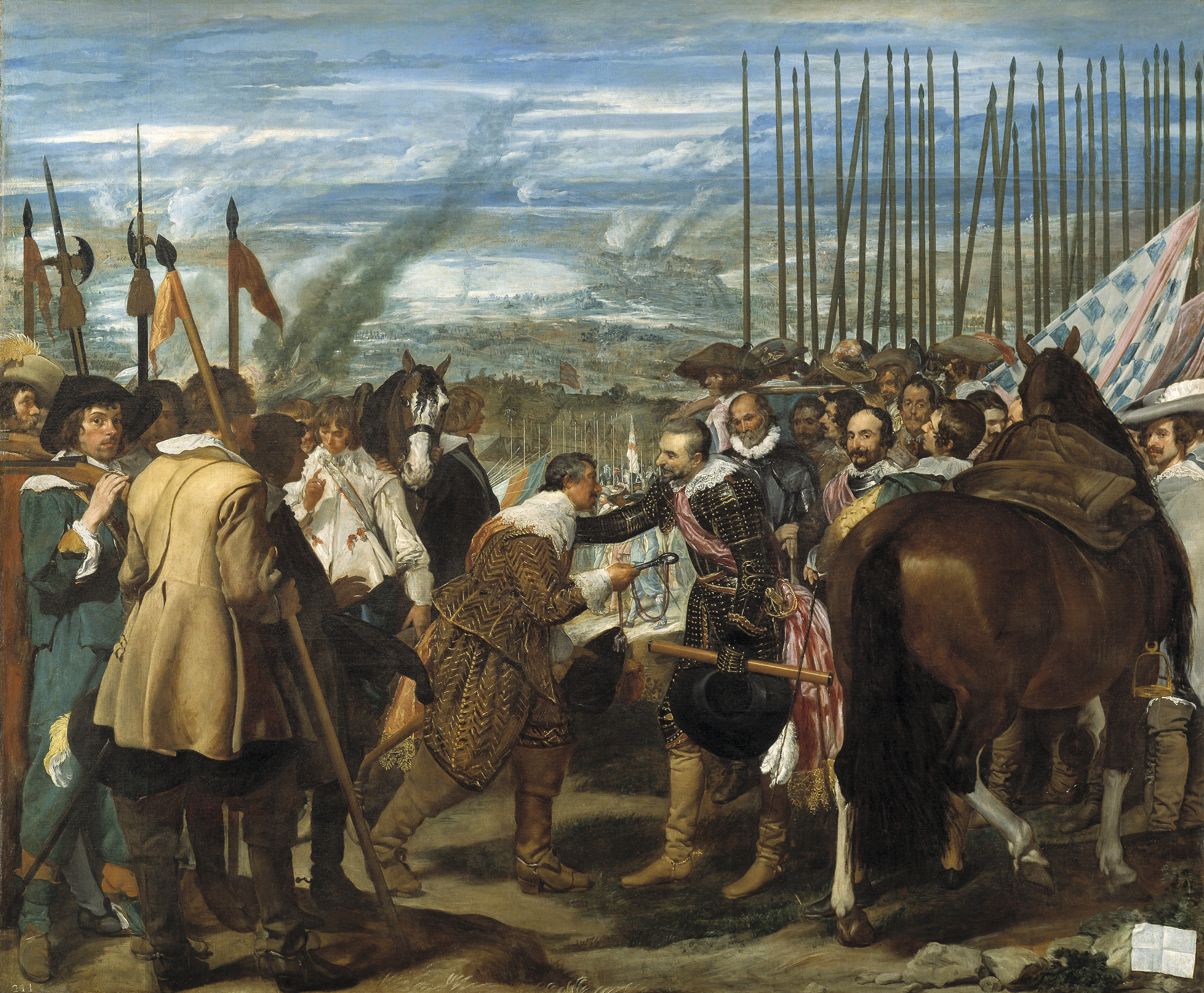
استسلام بريدا (1625) قبول الإسبان استسلام الهولنديين بعد حصار طويل. ويمكن رؤية رماح فرقة الأثلاث على اليمين.

اضطرت اسبانيا لقبول استقلال الجمهورية الهولندية في 1648، وهذا دليل على تقلص قوتها. ثم تضعضعت هيبتها في النصف الثاني من القرن، وأزداد اهمال الجيش الأسباني وأضحى ذو سمعة سيئة لكونه ضعيف التجهيز ولايدفعون الرواتب إلا نادرا. أما ماتبقى من القرن فقد واصلت فيه فرنسا نموها عسكريا تحت حكم لويس الرابع عشر. فالحرب الفرنسية-الإسبانية (1635-1659) انتهت بهزيمة للكل. ومع أن إسبانيا قد تنازلت عن بعض ممتلكاتها (روسيون وفلاندرز الفرنسية)؛ إلا أنها حافظت على أراضيها الإقليمية الرئيسية في البلدان المنخفضة وإيطاليا وكاتالونيا. أثبتت حرب أيلولة (1667-8) أمرا واحدا، وهو عندما هزمت القوات الفرنسية الجيش الإسباني سيء التجهيز وتحصيناته فقد ساعد ذلك على صعود فرنسا العسكري. وأيضا كانت نتائج حرب إعادة الوحدة (1683-1683) متشابهة. وخسرت كاتالونيا خلال حرب التسع سنوات لصالح فرنسا ولكنها استعادتها في سنة 1697 في معاهدة رايسفايك.

## التنافس الأوروبي في القرن 18

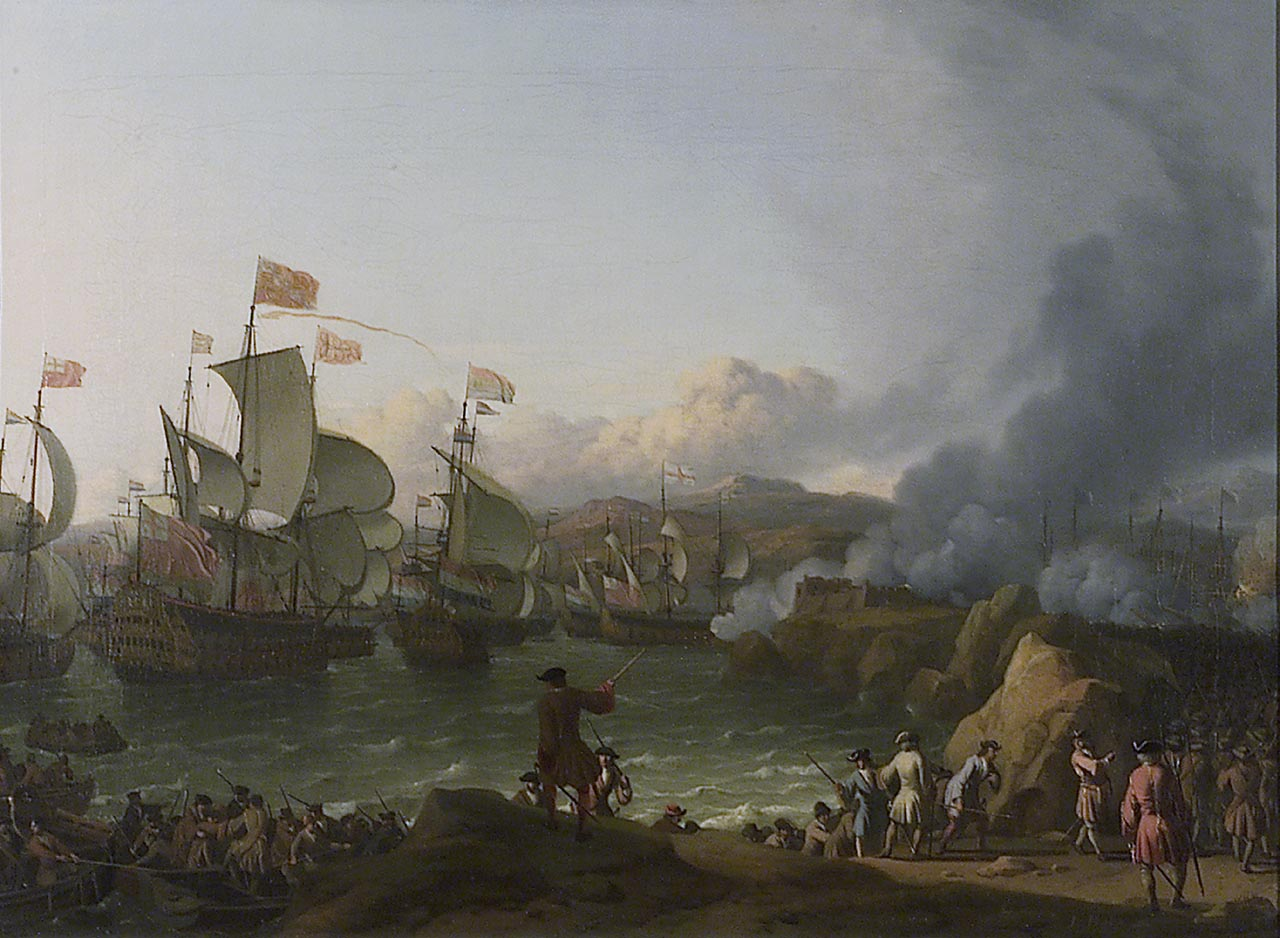
انتصار الحملة الأنجلو-هولندية في معركة خليج فيغو على قافلة الفرنسية-الاسبانية في 1702 أعطى نتائج مالية غير متوقعة

تأثر مركز القوة العسكرية الإسبانية بتأثيرا قويا في أوائل القرن 18. فقد كانت حرب الخلافة الإسبانية (1701-1714) حربا أهلية ودولية بحيث كان الفرنسيون يؤيدون مرشح البوربون على العرش الإسباني. أما التحالف التي تقوده النمسا وبدعم من هولندا وبريطانيا فيؤيدون مرشح هابسبورغ في حين انقسمت اسبانيا بتأييدها كلا المرشحين. أتت معاهدة أوترخت سنة 1713 حل وسط بين فرنسا ومعظم قوى أوروبا العظمى. بحيث إتفق المفاوضون على تنصيب فيليب أنجو حفيد لويس الرابع عشر ملكا على إسبانيا باسم فيليب الخامس، شريطة أن لايتحد تاجي فرنسا وإسبانيا. وأن تتخلى إسبانيا عن ممتلكاتها في أوروبا: فنالت النمسا أراضيها في إيطاليا وهي نابولي وميلانو وسردينيا، أما صقلية فقد أخذتها سافوي. وكذلك تخلت عن هولندا الإسبانية للنمسا، وأخذت بريطانيا كلا من منورقة وجبل طارق. ومقابل تلك الأراضي التي خسرتها إسبانيا فقد تمكن فيليب من المحافظة على باقي الأراضي ومستعمرات الإمبراطورية. وقد استعادت إسبانيا في السنوات التالية الكثير من أراضيها في إيطاليا مثل نابولي وصقلية. أما كاتالونيا فلم تتمكن إسبانيا من استعادتها إلا في 1714. وبعد هزيمة اسبانيا أمام تحالف فرنسا وبريطانيا وهولندا والنمسا في حرب التحالف الرباعي (1718-1720) ازداد تضعضع هيمنتها عما كانت بالسابق، في حين ازداد الانتشار الناجح للبحرية الملكية البريطانية في البحر المتوسط عندما استغلت القوة البريطانية الهولندية قلعة جبل طارق في 1704 خلال حرب الخلافة، مما أنتج مشاكل كبيرة في السنوات التالية.
على الصعيد العالمي ظلت إسبانيا قوة بحرية وعسكرية هامة اعتمادا على الخطوط البحرية الحساسة التي تمتد من إسبانيا إلى الكاريبي وأمريكا الجنوبية ثم غربا نحو مانيلا والشرق الأقصى. شهد القرن 18 صراعا مستمرا بين القوة البحرية الاستعمارية المتنامية لبريطانيا العظمى واسبانيا التي عملت جاهدة للمحافظة على خطوطها البحرية عبر المحيطات مع مستعمراتها، ولاتزال إلى حد ما الأضخم في ذك الوقت. ارتفع عدد غاليون الاسبانية المنتشرة عبر طرق الأطلسي البحرية بشكل ملحوظ في النصف الأول من هذا القرن عاكسا انحداره في القرن السابق. واستخدمت بريطانيا الحق الحصري في تجارة الرقيق في أمريكا الإسبانية لمدة ثلاثين سنة والتي نالتها في معاهدة أوترخت بعد حرب الخلافة الإسبانية وهو ذريعة للتدخل العسكري مثل حرب أذن جنكينز (1739 -1748).

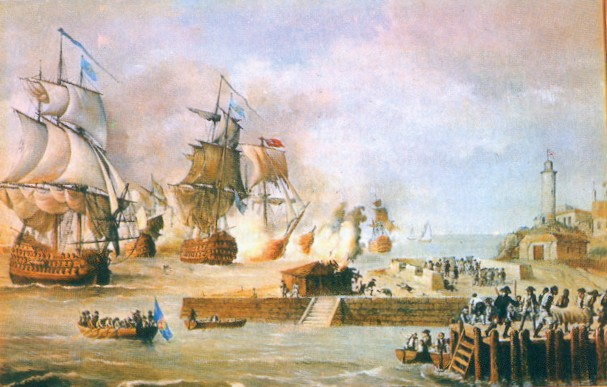
معركة قرطاجنة دي إنديز 1741. القوات الإسبانية صدت هجوما برمائيا للبريطانيين في حرب أذن جنكينز.

حاولت بريطانيا خلال حرب السنوات السبع (1756-1763) الاستفادة من قواعد الجزر الموجودة على طول البر القاري لإسبانيا الأمريكية والإنديز الأسبانية (جزر الأنتيل)، فاحتلت هافانا لفترة وجيزة [الإنجليزية] ومانيلا [الإنجليزية]، ولكن احتلالهم في كلا الحالتين كان هشا وأدت الاعتبارات الاستراتيجية باستردادهم مقابل فلوريدا. إلا أنها استعادتها خلال حرب الاستقلال الأمريكية وساعدت المتمردين الأميركيين وأمدتهم بأسلحة وجنود وهاجمت طرق التجارة والتموين البريطانية. وقد استخدمت كلا من اسبانيا وبريطانيا القراصنة لمصلحتهما طوال فترة الحرب، فاستفادت إسبانيا من الرفض البريطاني في استخدام نظام القوافل الأمنية لحماية الأصول التجارية باهظة الثمن في أوقات الحرب. ولا يزال ينظر إلى حرب الخلافة البولندية على أنها كانت مفيدة لإسبانيا عندما استردت أراضيها المفقودة في إيطاليا بعد حرب الخلافة الإسبانية. لكن محاولات إسبانيا الثلاث خلال حرب السنوات السبع لغزو البرتغال كانت كارثية.
صبت المسافات البعيدة في الحرب بين القوى الأوروبية في الأمريكتين في صالح المدافعين. فالاعتداءات على المستعمرات الأسبانية، مثل انطلاق الهجوم البرمائي البريطاني خلال حرب أذن جنكينز قد باء بالفشل حيث كلفت القوات المهاجمة فوق طاقتها للتغلب على الإجراءات الدفاعية الجيدة. ونجحت مساهمة اسبانيا في الحرب الثورية الأمريكية (1779-1783) نجاحا كبيرا، مؤكدة على أن الموارد التي لدى أسبانيا لا تزال تحت تصرفها. دخلت إسبانيا الحرب بعد معارك ساراتوجا بهدف استعادة جبل طارق ومينوركا التي خسرتها في حرب السنوات السبع وإزالة التهديد البريطاني على مستعمرات خليج المكسيك. فنجحت في الدفاع عن مقاطعة لويزيانا وغزت مينوركا [الإنجليزية] في 1781 وأستولت على غرب فلوريدا من البريطانيين، وأظهرت قوة مستجدة في العالم الجديد، بالرغم من أن الدفاع البريطاني لجبل طارق قد منع الإسبان من تحقيق جميع أهدافهم العسكرية.

## الحروب النابليونية وخسارة الأمريكتين

الثالث من مايو (لوحة) بريشة فرانثيسكو غويا، تظهر رجال حرب عصابات الإسبان معرضين للإعدام على يد القوات النابليونية.

قدّر للحروب النابليونية أن يكون لها تأثير هائل في تاريخ إسبانيا العسكري، سواء داخل إسبانيا أو عبر مستعمراتها الأمريكية. فقد غزت الجيوش الفرنسية اسبانيا في 1808 وأطاحت بسرعة بالملك. ومن ثم فقد وضعت إسبانيا علامة فارقة للنضال التحرري لواحدة من اوائل الحروب الوطنية حيث ظهر مسلحي حرب العصابات على نطاق واسع. فعندما دمر الاحتلال الفرنسي الإدارة الإسبانية تجزأت تلك إلى مجالس عسكرية محلية (في 1810 أعادت الحكومة الوطنية تشكيل نفسها في قادس) وثبت عدم مقدرتها على تجنيد وتدريب أو تجهيز جيوش فعالة، ولكن فشل نابليون في ارضاء سكان اسبانيا سمح للقوات الإسبانية والبريطانية والبرتغالية في تأمين البرتغال والاشتباك مع القوات الفرنسية على الحدود في حين أبلى مقاتلوا حرب العصابات الإسبان بلاءا حسنا ضد المحتل. وفي عملها المتناغم تمكنت قوات المتحالفة النظامية وغير النظامية من منع قواد نابليون من إخضاع المحافظات الأسبانية المتمردة. أما البحرية الإسبانية التي دعمت فرنسا خلال حرب التحالف الثالث سنة 1805 فقد عانت خسائر كبيرة في معركة الطرف الأغر وبعد ضعفها بسبب تفشي الحمى الصفراء في السنوات السابقة؛ وقد ثبت في نواح كثيرة على انها وصلت الدرك الأسفل من تاريخ البحرية الاسبانية.
كانت عواقب تأثير الأحداث في الأرض الإسبانية قوية على إمبراطوريتها. حيث ازدادت رغبة المستعمرات الأسبانية في الأمريكتين بالإستقلال في السنوات التي سبقت الحرب في شبه الجزيرة. فعلى سبيل المثال: صدت ميليشيا محلية منظمة تنظيما جيدا محاولات بريطانيا لغزو ريو دي لا بلاتا في 1806-1807. أما احتلال الأرض الأسبانية فقد أدى إلى سلسلة من الانتفاضات دعما للملك المسجون، ثم شكل الكفاح من أجل الاستقلال بسرعة سلسلة من حروب أهلية عبر المستعمرات الإسبانية في الأمريكتين.

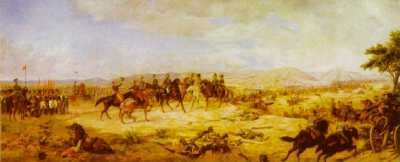
ضمنت معركة أياكوتشو (1824) الاستقلال النهائي في أمريكا الجنوبية.

بدأ الصراع في سنة 1808، مع المجالس العسكرية التي أنشئت في مكسيكو سيتي ومونتيفيديو وهي ردة فعل على الأحداث في شبه الجزيرة. واستمر الصراع نحو عشرين عاما كانت بعيدة عن طرف واحد. وكانت قوات الوطنية في كثير من الأحيان تنقصها المعدات الكافية، وكثير من الأحيان يقود جيوش ميليشيا الفلاحين ضباط هواة. أما الجيوش الملكية فهي تتلقى دعما جزئيا من إسبانيا عبر مسافات بحرية ضخمة، وكانت في كثير من الأحيان قادرة على الإمساك بزمام الأمور. أما البحرية الأسبانية فهي قادرة بسهولة على السيطرة على القوات البحرية المحلية لمستعمراتها. ولكن تلك الحملات التي تأتي عبر مسافات شاسعة لأمريكا الجنوبية، وفي أحيان كثيرة تكون في الشتاء وبالحد الأدنى من التموين قد أسفرت عن حرمان رهيب للجنود. مما ادى في نهاية الأمر إلى إرهاق الملكيين مع تنامي النضج السياسي بين المستعمرات الجديدة في إنشاء سلسلة من البلدان المستقلة تمتد من الأرجنتين وتشيلي جنوبا إلى المكسيك شمالا. لم يبق إلا كوبا وبورتوريكو تحت الحكم الإسباني.

## القرن 19 وحروب الكارلية والأيام الاخيرة للإمبراطورية

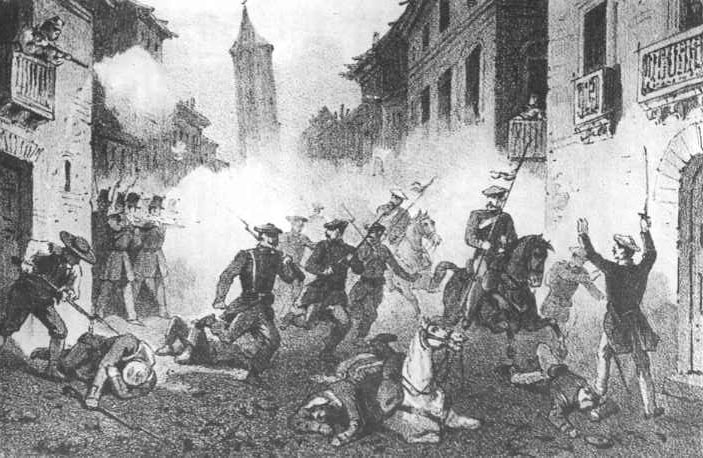
الحرب الكارلية الأولى

وجد الجيش الأسباني نفسه بعد انتهاء الحروب النابليونية متورطا في عدد من الصراعات الداخلية، مما شتت اهتمامه العسكري عن أولويات أخرى، فتسبب ذلك في تقويض الاقتصاد الإسباني. أول تلك المشاكل كانت فترة حكم الثلاث سنوات الليبرالية (1820-1823) ابتدأت بتمرد الجنود ضد الملك فيرناندو السابع بينما كان يتجهزون لحملة إلى أمريكا الجنوبية. فتدخلت فرنسا عسكريا لدعم الملك واستعادة النظام، ولكن هذا لم يدم طويلا. فعندما مات فيرناندو سنة 1833، أضحت زوجته الرابعة ماريا كريستينا الملكة الوصية عن ابنتها الرضيعة إيزابيلا الثانية. فتسبب ذلك بانشقاق البلاد إلى فصيلين إثنين: أنصار الملكة الوصية - والكارلية أنصار كارلوس الخامس الذي عارض مرسوم أخيه الملك لسنة 1830 الذي ألغى فيه القانون السالي. استمرت الحرب الكارلية الأولى سبع سنوات وامتد القتال إلى معظم أنحاء إسبانيا من وقت لآخر، مع أن محور الصراع الرئيسي كان حول أراضي نفوذ الكارليين في الباسك وأرغون. والعديد من الضباط العسكريين المتورطين في تلك الحرب كانوا قد خدموا في حرب شبه الجزيرة قبل بضع سنوات. أما الحرب الكارلية الثانية فكانت انتفاضة كاتالونية صغيرة لدعم كارلوس السادس واستمرت من 1846-1849. أما الحرب الكارلية الثالثة فبدأت بعد الإطاحة بالملكة إيزابيلا الثانية بمؤامرة من جنرالات ليبراليين سنة 1868، فغادرت إسبانيا مجللة بالعار. وبعدها بأربع سنوات قرر أحدث المطالبين بالعرش الكارلي كارلوس السابع أن السلاح هوة القوة الوحيدة ليضمن له الفوز بالعرش. استمرت تلك الحرب حتى سنة 1876.

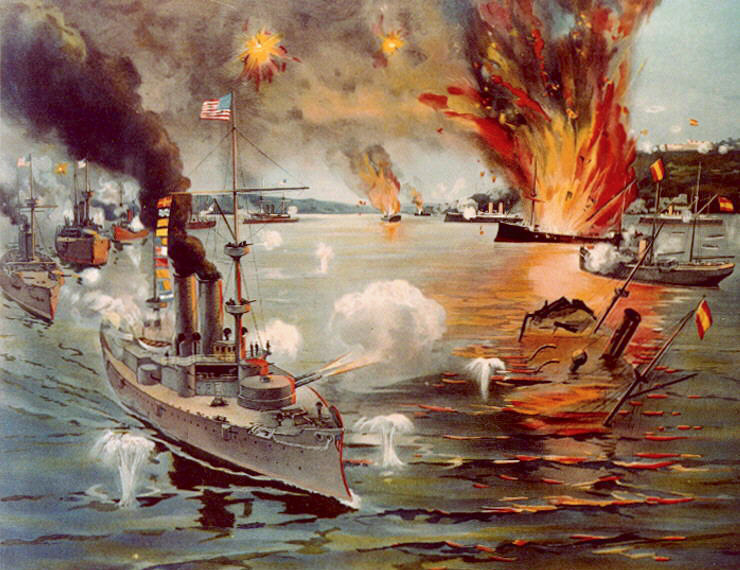
معركة خليج مانيلا في 1898، حيث أعيد تشغيل السفن الحربية الاسبانية القديمة مما عرضها للدمار بالكامل في تلك المعركة.

كانت هناك عدة محاولات فاشلة لإعادة فرض النفوذ العسكري الإسباني في جميع أنحاء العالم في عهد إيزابيلا الثانية وغالبا بشراكة مع فرنسا. وقد تدخلت إسبانيا لدعم البابا بيوس التاسع ضد المعارضة الجمهورية المحلية سنة 1848. فخرجت من برشلونة في فبراير 1849 خمس سفن حربية ومعها فرقاطات بخارية متجهة إلى جنوة، ثم لحقتها ثلاثة سفن قدمت من قادس في مايو. وأضيف إلى ذلك نشر 4000 جندي أسباني في جنوة ووضعها تحت تصرف البابا. وكانت تلك أول عملية في الجيش الإسباني للتدخل السريع في إيطاليا منذ حرب الخلافة النمساوية قبل مائة عام. فقد أمنت الأرتال الأسبانية المنطقة بالاشتراك مع الفرنسيين. في عام 1858 انضمت إسبانيا مع فرنسا للتدخل في كوشين الصين [الإنجليزية] فتبرعت ب 300 جندي فلبيني للمساهمة في الغزو. وانضمت اسبانيا بحلف لدعم التدخل الفرنسي في المكسيك. وفي سنة 1859 خاضت اسبانيا حربا قصيرة مع المغرب، مما أدى إلى تقوية موقف اسبانيا في شمال أفريقيا. وخلال عقد 1860 كانت اسبانيا قد بنت إسطول بحري كبير جدا، فبدأت سنة 1864 بالتدخل في سواحل أمريكا الجنوبية، فاستولت على جزر تشينتشا المليئة بفضلات الطيور من البيرو مستعمرتها السابقة. وعلى الرغم من أن الفرقاطات البخار الجديدة كانت متفوقة على السفن المحلية، إلا أن المسافات الشاسعة عن الوطن الأم وعدم توفر الأراضي للتموين والدعم أدى بإسبانيا بتسليم الجزر إلى أصحابها في حرب جزر تشينتشا. وحاولت احتلال سانتو دومينغو إلا أنها فشلت مرة أخرى سنة 1865 بسبب مواجهتها حرب عصابات شرسة.
واجهت اسبانيا سلسلة من التحديات في مستعمراتها بالنصف الثاني من ذات القرن الذي أدى إلى هزيمة كاملة للإمبراطورية على يد القوة الصاعدة حديثا وهي الولايات المتحدة. فقد تمردت كوبا المستعمرة الإسبانية سنة 1868، فأدى ذلك إلى سلسلة من أعمال الوحشية والانتقام لعصابات التمرد خلال حرب امتدت لعشر سنوات "(1868-1878) ثم الحرب الصغرى (1879-1880) وأخيرا حرب استقلال كوبا (1895-1898). على الرغم من أن إسبانيا مشغولة عسكريا بالحروب الكارلية في ترابها، مما أدى إلى زيادة استنفاد مواردها في هذا الصراع لكنها تمكنت من أخذ زمام المبادرة بصعوبة، وقد ساعدتها أمريكا قبل سنة 1898 في مبيعات الأسلحة الحديثة. ولكن زيادة المصالح السياسية الأمريكية في كوبا شجعها بالتدخل أكثر في سياسة كوبا. فأشعل غرق المدمرة مين في ميناء هافانا الزناد للحرب الإسبانية الأمريكية، حيث الحال للبحرية الإسبانية الهرمة هو كارثي. فنالت كوبا استقلالها وخسرت اسبانيا ماتبقى من مستعمراتها في العالم الجديد وهي بورتوريكو وغوام والفلبين التي تنازلت عنهم إلى الولايات المتحدة مقابل 20 مليون دولار. ثم باعت إسبانيا جزرها الباقية في المحيط الهادئ - جزر ماريانا الشمالية وجزر كارولين وبالاو - إلى ألمانيا سنة 1899، فلم يتبق لها من مستعمراتها سوى المغرب الإسباني والصحراء الإسبانية وغينيا الإسبانية وجميعها في أفريقيا.

## أوائل القرن 20 والحرب الأهلية
بالرغم من حياد أسبانيا في الحرب العالمية الأولى، ومعاناتها من خسائر اقتصادية كبيرة بسبب الغواصات الألمانية، إلا أنها كانت نشطة عسكريا في أماكن أخرى في بداية القرن 20، حيث كانت تعزز موقفها في شمال أفريقيا. وبالرغم من نجاحاتها العسكرية أواخر القرن 19، إلا أن حروب الريف الأولى (1893-1894) حول مليلية أظهر ضعفا متباينا في قوتها على طول الساحل. وفي حرب الريف الثانية (1909-1910) ظهر في البداية اخفاق مريع للجنود الإسبان المسلحين جيدا والمدربين تدريبا كافيا، حتى أدخلوا المدفعية الثقيلة في الحرب; وبعدها بدأت اسبانيا بتدريب وحدات من قوات نظامية محلية. وأيضا كانت بداية حرب الريف الثالثة (1920-1926) سيئة للإسبان وخاصة بعد معركة أنوال (1921)، مما أدى إلى تغيرات عديدة في النهج الإسباني. فبدأت بالتحالف مع القوات الفرنسية في المنطقة، وأنشئت الفيلق الإسباني على غرار الفيلق الأجنبي الفرنسي لتوفير قوات ذات خبرة إضافية. كما أن إسبانيا هي أول دولة استخدمت الأسلحة الكيميائية عن طريق الجو، واسقطت غاز الخردل من الطائرات.

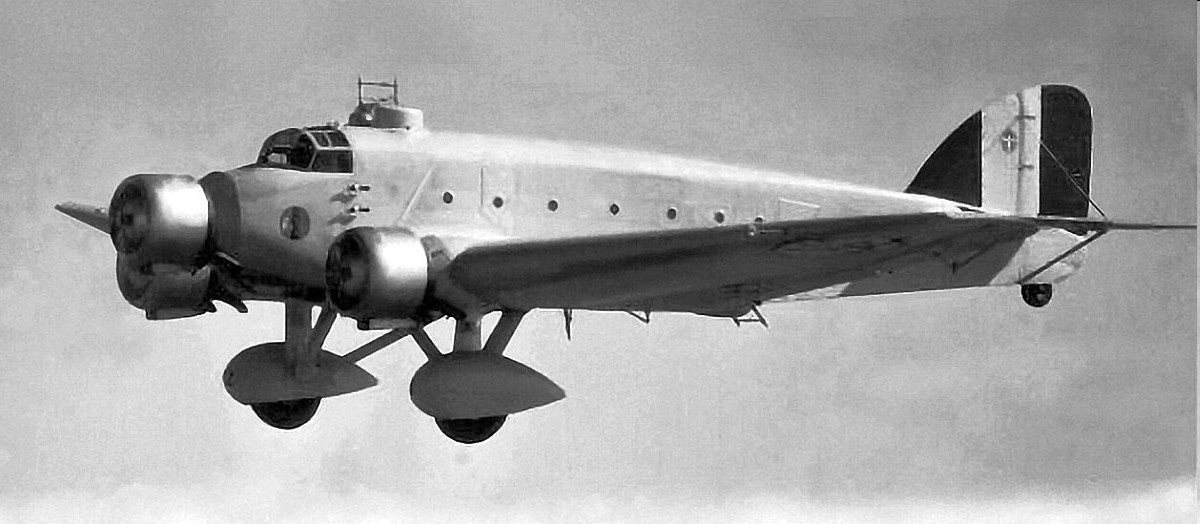
قصفت طائرات القوميين مدينة مدريد سنة 1936; حيث شهد الصراع أول حرب جوية حديثة ضد المناطق الحضرية.

في أعقاب إعلان الجمهورية الإسبانية الثانية سنة 1931 تغير اسم القوات الملكية الإسبانية إلى القوات المسلحة للجمهورية الإسبانية. ولكن لم يدم ذلك طويلا، فقد جرى إنقلاب في يوليو 1936 أعقبه مباشرة اندلاع
الحرب الأهلية الإسبانية (1936-1939)، ويعزى نجاح انقلاب جزئيا إلى مساعدة الجيش الإسباني ضد حكومة الجمهورية الإسبانية. دمرت تلك الحرب الأهلية اسبانيا تماما، وانتهت بانتصار المتمردين وأسست دكتاتورية قادها الجنرال فرانسيسكو فرانكو قائد الجيش الوطني أو القوميين.
وقد تميزت الحرب الأهلية بمشاركة دولية واسعة [الإنجليزية]. انضم العديد منهم إلى جانب الجمهورية تحت راية الألوية الدولية. أما القوميين فهم يتمتعون بدعم من ألمانيا النازية وإيطاليا الفاشية، وذلك بإعطائهم عدة التقنيات الجديدة جري تجربتها في الحرب. ومثال على ذلك: قصف المدن من الجو في أقاليم الجمهوريين، التي نفذ أغلبها طيارين ألمان متطوعين من جيش الكندور ومتطوعي سلاح الجو الملكي الإيطالي من فيلق قوات المتطوعين - وأشهر مثال على هذا التكتيك من القصف الإرهابي كان قصف غرنيكا. حيث استخدم فيها طائرات ستوكا لأول مرة في الصراع. أثرت الحرب الأهلية على التفكير العسكري الأوروبي باعتقادهم بتفوق قاذفات القنابل. وقد جرب أيضا أنصار القوميين الحرب المدرعة; حيث استخدم المتطوعون الألمان الدروع في ظروف ميدانية حية في تشكيلة كتيبة الدروع 88، وهي قوة تتمحور من ثلاث سرايا من دبابات بانزر-1 كي تعمل كأنها كادر تدريب للقوميين.
لازالت إسبانيا ضعيفة وهشة سياسيا، لذلك استمرت في حيادها الرسمي خلال الحرب العالمية الثانية. ولكن لمكافئة هتلر على مساعدته في الحرب الأهلية، أنشأ فرانكو وحدات متطوعة، مثل الفرقة الزرقاء (مع نظيرها الجوي السرب الأزرق) للقتال على الجبهة الشرقية بحيث يقاتل السوفييت فقط، وبهذه الطريقة تمكن فرانكو من سداد دين هتلر. في حين استطاع المحافظة على الوئام مع الحلفاء الغربيين. وخدم حوالي خمسين ألف جندي أسباني في الفترة من يونيو 1941 إلي أكتوبر 1943 حيث ساهموا في الحرب الضارية في حصار لينينغراد ومعركة كرازني بور. سحب فرانكو جزءا كبيرا من قواته بعد تعرضه لضغوط من قادة الحلفاء، ولكنه أبقى قوة رمزية من المتطوعين. قاتل الجمهوريين الإسبان المنفيين مع الحلفاء، فالكثير منهم قاتل مع المقاومة الفرنسية وخدم الآلاف منهم في قوات فرنسا الحرة تحت قيادة الجنرال فيليب لوكلير قائد الفرقة الثانية المدرعة الفرنسية. أول وحدة للحلفاء دخلت باريس في 1944، حيث كانت تقريبا بالكامل من المنفيين الإسبان.

## في فترة ما بعد الحرب

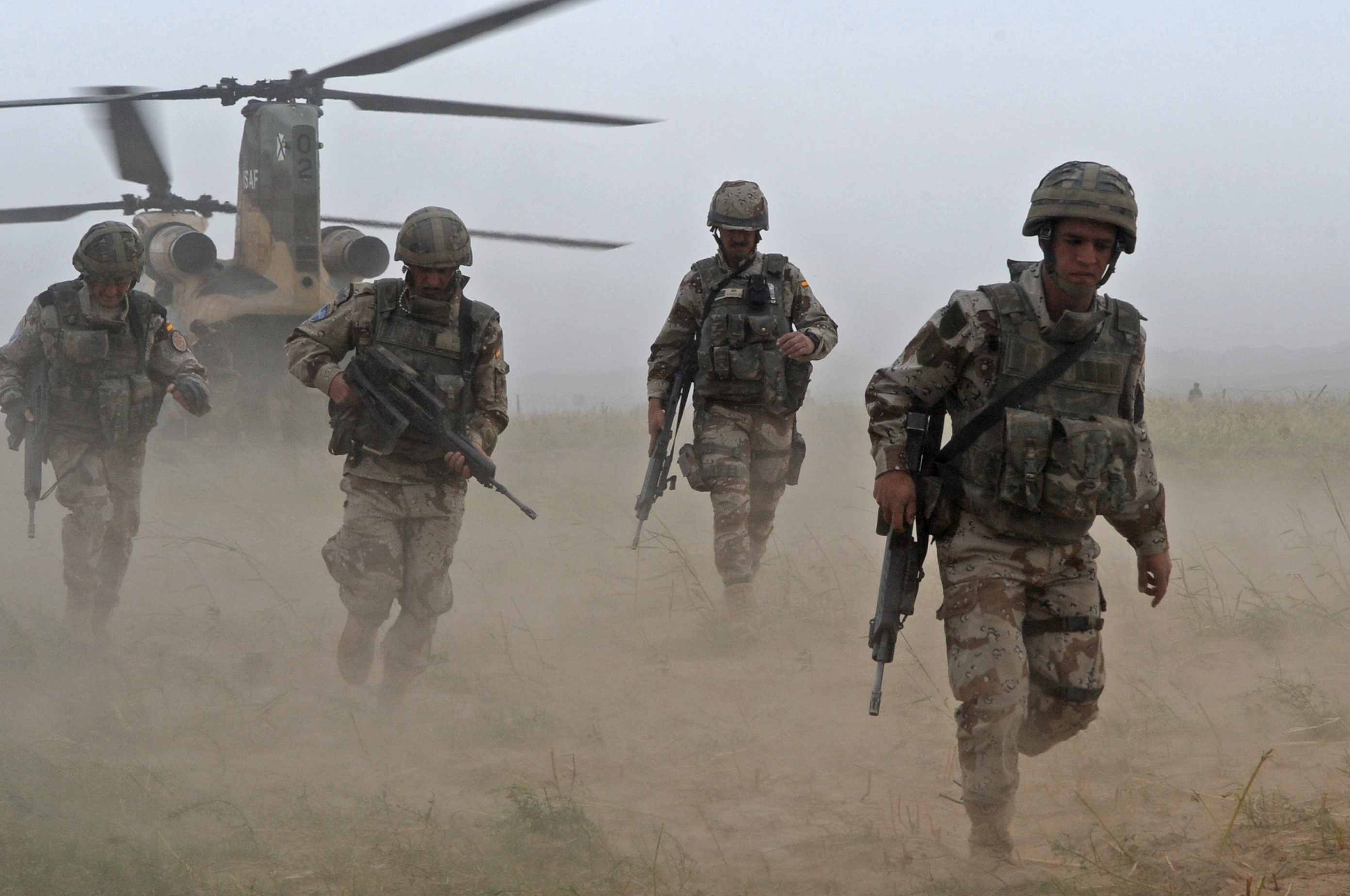
الأسبانية المشاة الخفيفة في أفغانستان، وتعمل كجزء من الالتزام العسكري الاسباني الناتو التحالف.

في فترة ما بعد الحرب، إسبانيا كان في البداية لا تزال متأثرة بشدة من أحداث شمال أفريقيا خاصة تلك المحيطة بمستعمرتها الصحراء الغربية وحرب إفني (1956-1958) هي أول تلك النزاعات، حيث شهدت القوات الإسبانية بما في ذلك وحدة المظليين الأولى صداما مع جيش التحرير المغربي، وهي حركة تمرد مدعومة من الدولة المغربية. فشنت القوات الإسبانية بدعم من فرنسا هجوما في 1958 وذلك باستخدام القوة الجوية الأوروبية المتفوقة جدا فتمكنوا من سحق التمرد. ثم برزت حركة تمرد أخرى في 1970 وهي جبهة البوليساريو التي أشعلت حرب الصحراء الغربية (1973-1991)، فانسحبت اسبانيا من مستعمرتها سنة 1975 حيث نقلت دعمها باستمرار الصراع إلى المغرب.
وبدءا من تاريخ 1950 بدأت اسبانيا في بناء علاقات وثيقة متزايدة مع القوات المسلحة الأمريكية. تسلمت القوات الجوية الإسبانية أول طائرات نفاثة من الولايات المتحدة مثل اف-86 سيبر ولوكهيد تي-33، في حين أن معدات الجيش الإسباني قد تم تحديثها في 1970 للتحضير لعضويتها في حلف شمال الأطلسي سنة 1982. وأرسلت إسبانيا وحدة طبية صغيرة لحرب فيتنام، وفريق من المهندسين لحرب الخليج. وزودت الناتو قوة جوية لجهود الناتو في حل الحرب البوسنية، وحرب كوسوفو والحرب الأهلية الليبية. وشاركت مؤخرا في الصراعات الدائرة في أفغانستان والعراق.

## التراث الثقافي العسكري الإسباني
تاريخيا، بالإضافة إلى الإرث العسكري اللاتيني الذي دخل منذ العصر الروماني إلى اللغة الإسبانية الحديثة من خلال اللغة، اعتمدت الإسبانية أيضا عددا من المصطلحات العسكرية العربية من منافسيهم المسلمين. وقد تم الاعتماد لاحقا على عدد من الموروثات العسكرية الإسبانية ونقلها إلى الفرنسية والإنجليزية وغيرها من اللغات.
| المصطلح الاسباني | اللغة الأصلية                                                   | المعنى الأصلي                              | أنجليزي مصطلح الحديث | الملاحظات |
| ---------------- | --------------------------------------------------------------- | ------------------------------------------ | -------------------- | --- |
| Alcaide          | العربية قايد                                                    | سيد، زعيم                                  |                      | القائد العسكري الإسباني أو آمر القلعة في القرون الوسطى. |
| Alcazaba         | العربية القصبة                                                  | حصن مسور                                   |                      | |
| Alcázar          | العربية قصر                                                     | قصر                                        |                      | |
| حامل الراية      | العربية                                                         |                                            |                      | مستعمل في القرون الوسطى كاستيل-ليون ونافار للدلالة على حامل لواء وقائد الأسرة العسكرية الحاكمة. في الاستعمال الحديث في اسبانيا وغينيا الاستوائية، وملازم ثان. |
| ألميرانتي        | العربية أمير - بحر                                              | قائد البحار                                | أميرال               | اعتمد في اللاتينية تولي الاجهزةمن قبل سيكولو نورمان الصورة وتقديمهم لاحقا إلى إسبانيا على يد برشلونة بعد أن أصبحت صقلية جزءا من ولي أراغون.                   |
| أسطول            | الإسبانية                                                       | (فيم) مسلحين، في وقت لاحق البحرية، الأسطول | أسطول                | جاء في استخدام اللغة الإنجليزية بعد هزيمة أرمادا العظيم في عام 1588.                                                                                          |
| كاباليرو فيلنو   | الإسبانية                                                       | "فارس العامي"                              |                      | فلاح نصف حر الذي يمتلك الحصان والدروع وخدمة الفرسان المستحقة.                                                                                                 |
| كورونيل          | الإسبانية أو الإيطالية (عمود)، في نهاية المطاف اللاتينية (عمود) | تصغير كولونا / كولونا (عمود)               | عقيد                 | الرتبة شعبية من قبل الثلثين. |
| المدمر           | الإسبانية                                                       | المدمرة                                    |                      | زورق حربي نسف كبير، بنيت في بريطانيا الأسبانية البحرية لحماية أسطول ضد زوارق الطوربيد، تمهيدا لنوع المدمرة الحديث من السفينة.                                 |
| أسطول الحرية     | ضآلة الإسبانية فلوتا، من الفرنسية فلوت                          | (قليلا) الأسطول                            | أسطول الحرية         | |
| غرناطة           | الإسبانية                                                       | الرمان                                     | قنبلة                | |
| حرب العصابات     | الإسبانية                                                       | تصغير غيرا (الحرب)                         | حرب العصابات         | |
| كوينتا كولوما    | الإسبانية                                                       | الطابور الخامس                             | العمود الخامس        | استخدم لأول مرة خلال الحرب الأهلية الإسبانية من اميليو مولا في حصار مدريد في إشارة إلى أنصاره داخل المدينة.                                                   |
| ثلث              | الإسبانية                                                       | المركز الثالث                              |                      | وحدة المشاة وضعت من قبل جونزالو فرنانديز دي كوردوبا خلال الحروب الإيطالية.                                                                                    |

## مزيد من القراءة
- Anderson, M. S. War and Society in Europe of the Old Regime, 1618–1789. London: Fontana Press. (1988)
- Balfour, Sebastian. Deadly Embrace: Morocco and the road to the Spanish Civil War. Oxford: Oxford University Press. (2002)
- Baxell, Richard. British Volunteers in the Spanish Civil War. London: Routledge. (2004)
- Bowen, Wayne H. and Alvarez José E. (eds. and contributors). A Military History of Modern Spain: From the Napoleonic Era to the International War on Terror. Westport, CN: Praeger Security International. (2007) ISBN 978-0-275-99357-3. 154678203.
- Bury, J. B. History of the Later Roman Empire. Macmillan & Co., Ltd.: London (1923)
- Casas de la Vega, Rafael. La última guerra de Africa. Madrid: Servicio de Publicaciones del Estado Mayor del Ejército. (1985) (Spanish)
- Carcedo, Diego Sáenz de Santa María. El general que cambió de bando. Temas de Hoy: Madrid. (2004) ISBN 84-8460-309-1. (Spanish)
- Chandler, David G. The Art of Warfare on Land Penguin Books: London (2000)
- Chapuis, Oscar A History of Vietnam: From Hong Bang to Tu Duc. Greenwood Publishing Group. (1995) ISBN 0-313-29622-7.
- Chartrand, Rene. Gibraltar 1779–83: The Great Siege. Osprey Campaign. (2006)
- Chasteen, John Charles. Americanos: Latin America's Struggle for Independence. Oxford: Oxford University Press. (2008) ISBN 978-0-19-517881-4.
- Corum, James S. The Roots of Blitzkrieg: Hans von Seeckt and German Military Reform, Modern War Studies. Lawrence: University Press of Kansas. (1992) ISBN 0-7006-0541-X.
- Davies, T. R. The Golden Century of Spain 1501–1621. London: Macmillan & Co. (1961)
- Davis, Paul K. 100 Decisive Battles From Ancient Times to the Present. (1999) ISBN 0-19-514366-3.
- Diamond, Jared. Guns, Germs, and Steel: The Fates of Human Societies. W.W. Norton & Company. (1997) ISBN 0-393-03891-2.
- Edwards, Roger. Panzer, a Revolution in Warfare: 1939–1945. London/New York: Arms and Armour. (1989) ISBN 0-85368-932-6.
- Elton, Geoffrey Rudolph. Reformation Europe, 1517–1559. Oxford: Blackwells. (1999)
- Fehrenbach, Charles W. 'Moderados and Exaltados: the liberal opposition to Ferdinand VII, 1814–1823', Hispanic American Historical Review 50 (1970), 52–69.
- Fernandez, Coronel D. Fernando Sánchez Principales Campañas Recopilación de apuntes sobre la tradición y modernidad del Regimiento de Infantería Inmemorial del Rey nº 1 (Spanish)
- Fletcher, Ian. Waters of oblivion: the British invasion of the Rio de la Plata, 1806–07. Indiana: Indiana University Press. (1991)
- Gates, David. The Spanish Ulcer: A History of the Peninsular War. London: Pimlico. (2002) ISBN 0-7126-9730-6.
- Glyn, Williams. The Prize of All the Oceans. New York: Viking. (1991) ISBN 0-670-89197-5.
- Harvey, Robert. A Few Bloody Noses: The American Revolutionary War. Robinson (2004)
- Homes, George. Europe: Hierarchy and Revolt, 1320–1450. Edinburgh: Fontana Pres. (1984)
- Holt, Edgar. The Carlist Wars in Spain. Dufour Editions: Chester Springs, Pennsylvania. (1967)
- Montgomery, Watt, W. A History of Islamic Spain. Edinburgh: University Press of Edinburgh. (1992)
- Meade, J.E. Principles of Political Economy. SUNY. (1976) ISBN 0-87395-205-7.
- Navarro, José Cantón History of Cuba. The Challenge of the Yoke and the Star. Editorial SI-MAR S. A., Havana, Cuba. (1998) ISBN 959-7054-19-1.
- O'Callaghan, Joseph F. Reconquest and crusade in Medieval Spain. Philadelphia: University of Pennsylvania Press. (2002), ISBN 0-8122-3696-3.
- Olson, James. Historical Dictionary of the British Empire. Greenwood Publishing Group. (1996) ISBN 0-313-29366-X.
- Palmer, A. W. A Dictionary of Modern History 1789–1945. Penguin Reference Books: London. (1962)
- Simms, Brendan. Three Victories and a Defeat: The Rise and Fall of the First British Empire. Penguin Books (2008).
- Syme, Ronald The Conquest of North-West Spain. Legio VII Gemina 1970
- Tierney, Dominic. FDR and the Spanish Civil War: Neutrality and Commitment in the Struggle That Divided America. Duke University Press. (2007)
- Villalobos, Sergio. A Short History of Chile. Santiago: Editorial Universitaria. (1996)
- Walton, Timothy R. The Spanish Treasure Fleets. Pineapple Press. (2002). ISBN 1-56164-261-4.
- Wedgewood, C. V. The Thirty Years War. London: Methuen. (1981)
- Zaide, Gregorio F. and Sonia M. Zaide Philippine History and Government. Sixth Edition, All-Nations Publishing Company. (2004)